# Cherries
『キャラクター&テーマソングベスト Cherries』（Character & theme song BEST Cherries、キャラクター・アンド・テーマソングベスト チェリーズ）は、野川さくらのキャラクターソングベストアルバム。

## 概要
本作までに発表されたキャラクターソングやテーマソングから選ばれた曲が収録されている。

## 収録曲
1. SAKURA…舞い散る空へ
  - PlayStation 2ゲーム『SAKURA〜雪月華〜』グランドエンディング主題歌
  - 作詞：畑亜貴、作曲：ゆうまお、編曲：飯塚昌明
2. thunder of PP
  - OVA『アーケードゲーマーふぶき』オープニングテーマ
  - 作詞：尾崎雪絵、作曲：南良樹、編曲：飯塚昌明
3. 心配かけてゴメンね？
  - テレビアニメ『D.C. 〜ダ・カーポ〜』挿入歌
  - 作詞・作曲：ゆうまお、編曲：Angel Note
4. 今日、笑顔があれば
  - OVA『ゲートキーパーズ21』初代エンディングテーマ
  - 作詞：松宮恭子、作曲：田中公平、編曲：岩崎文紀
5. One Drop
  - テレビアニメ『おとぎストーリー 天使のしっぽ』エンディングテーマ
  - 作詞：谷口正明、作曲・編曲：伊藤真澄
6. ラブロケ☆パイロット
  - テレビアニメ『舞-HiME』宗像詩帆キャラクターソング
  - 作詞：畑亜貴、作曲：宮島律子、編曲：渡部チェル
7. アクビ娘
  - テレビアニメ『よばれてとびでて!アクビちゃん』エンディングテーマ
  - 作詞：丘灯至夫、作曲：和田香苗、編曲：須藤賢一
8. Lip to Love
  - テレビアニメ『D.C. 〜ダ・カーポ〜』朝倉音夢キャラクターソング
  - 作詞・作曲：rino、編曲：大久保薫
9. 100% Smile Juice
  - テレビアニメ『Φなる・あぷろーち』益田西守歌キャラクターソング
  - 作詞：コトワカナデ、作曲・編曲：Dr.KOMA
10. 竹箒にまたがって
  - テレビアニメ『SAMURAI GIRL リアルバウトハイスクール』鬼塚美雪キャラクターソング
  - 作詞：Sora、作曲・編曲：船山基紀
11. 風のMon-Ami
  - テレビアニメ『あずまんが大王』かおりんキャラクターソング
  - 作詞：畑亜貴、作曲・編曲：伊藤真澄
12. 薫のミラクル・スパイラル・ラブ！
  - テレビアニメ『ぴたテン』御手洗薫キャラクターソング
  - 作詞：江幡育子、作曲：Funta、編曲：百石元
13. ぽっぴん☆らっぴん
  - テレビアニメ『ななか6/17』霰玉九里子キャラクターソング
  - 作詞：畑亜貴、作曲：金井江右、編曲：日比野元気
14. 恋のときめきチャンス！
  - OVA『アーケードゲーマーふぶき』挿入歌
  - 作詞：江幡育子、作曲：金井江右、編曲：飯塚昌明
15. 君色パレット〜acoustic version〜（ボーナストラック）
  - テレビアニメ『Φなる・あぷろーち』オープニングテーマアレンジバージョン
  - 作詞：rino、作曲：影山ヒロノブ、編曲：須藤賢一